# محمد باطما
محمد باطما شاعر زجال ومغني مغربي من مؤسسي مجموعة المشاهب المغربية ولد في 14 أبريل من سنة 1951 وتوفي في 7مايو 2001.

## سيرته
ولد محمد باطما سنة 1951 بدوار أولاد بوزيري نواحي مدينة سطات وعاش طفولته بالحي المحمدي الحي الشعبي المقاوم بمدينة الدار البيضاء، من أسرة فقيرة أصولها تنتمي لمنطقة اولاد سعيد إحدى قبائل الشاوية. هذه الأسرة التي أنجبت عددا من الفنانين أبدعوا في خلق تراث مغربي أصيل طبع فترة السبعينات والثمانينات والتسعينات في المغرب وعبر عن آمال وطموحات الشعب المغربي في هذه الفترة ومن أهمهم العربي باطما أخ محمد باطما وواحد من مؤسسي مجموعة ناس الغيوان ورواد الظاهرة الغيوانية.
انخرط محمد باطما في العمل الجمعوي منذ صغره، فالتحق بدار الشباب سنة 1968 وقام بتمثيل عدد من الأدوار في مجموعة من المسرحيات حيث اهتم بالمسرح بجانب اهتمامه الفطري بالكلمة الموزونة واللحن المغربي الذي تشربه من أخيه الأكبر العربي وأمه حادة والمحيط الثقافي الغني الذي نشأ داخله.
سنة 1972 سينضم محمد لمجموعة تڭادة التي اهتمت بالموسيقى التراثية المغربية في طابع من الفرجة والترفيه، الأمر الذي لم يستهو الشاعر ولم يرض تطلعاته وأفكاره التي يطبعها الهم الإجتماعي والتأمل الفلسفي الوجداني فانفصل عن هذه المجموعة والتحق بمجموعة المشاهب التي كانت تحتاج في ذالك الوقت لنفس جديد وصوت قوي دافئ كصوت محمد باطما.
بمجرد التحاق محمد باطما بجموعة المشاهب وإصدار الألبوم الأول '' أمانة '' الألبوم الذي ساهم فيه الشاعر بكلماته وألحانه حتى عرفت المجموعة رواجا كبيرا وشهرة واسعة بين الجماهير المغربية ووضعت لها قدما بين المجموعات الغيوانية التي شكلت في تلك الفترة حركية ثقافية خاصة.
لم يكتف محمد باطما بعمله الإبداعي داخل مجموعة المشاهب لكنه أيضا كتب ولحن مجموعة من الأغاني لمجموعات أخرى كمجوعة مسناوة وساهم في إبداع أهم اغنية لهذه المجوعة وأشهرها وهي أغنية حمادي، هذه الأغنية التي تعرضت للمنع زمن الملك الحسن الثاني.
بجانب مسيرته كمغن وشاعر وملحن كانت لمحمد باطلما محاولة في الكتابة فألف مسلسلا دراميا طويلا يضم حوالي 180 حلقة تحت عنوان '' أرض الصخر '' ويدور أحداثه في البادية الذي حاول من خلاله أن يعبر عن أصوله ومنابع ثقافته وإبداعه، لم يكتب لهذا المشروع أن يكتمل لموت محمد سنة 2001.
تزوج محمد باطما أولا بسعيدة بيروك ورزق منها بالمغنية خنساء باطما وطارق باطما، لم يكلل هذا الزواج بالنجاح فتزوج بعد ذلك بنعيمة التي لاقاها في فرنسا ورزق منها بأربعة أبناء اسم البكر شريهان، وشهرزاد، ثم شادية، وابن أطلق عليه اسم شكيب، وافته المنية بعد سنوات من وفاة الأب.

## أسلوبه
تميز شعر محمد باطما بعمقه وصبغته الفلسفية والصوفية وارتباطه بالقضايا الوطنية من خلال انتقاده للظروف الإجتماعية والسياسية التي كان يعيشها المغرب في تلك الآونة. بالإضافة لتعبيره عن قضايا الأمة وانشغاله بالقضية الفلسطينية خصوصا فهو يقول في قصيدته '' هاك شرابك يا صهيون'' :
فقدتي عطف العالم
بان سرك المدفون
يا صهيون
بان سرك المدفووون
يا صهيون
بكات الأنسانية بدمع سخون
ما فادهم يا تمساح
ولا دموعك يا تمساح
كترت اليوم الأقداح

و بكات بدمع سخون
قد تكون أغاني وأشعار العربي باطما أشهر وأكثر تأثيرا وانتشارا لكن العربي نفسه في لقاء تلفزيوني  جمعه مع أخيه محمد على القناة الثانية المغربية شهد أن محمد أشعر منه.